# Baltasar Merino
Baltasar Merina y Román (Lerma (Burgos), 6 de enero de 1845 - Vigo, 3 de junio de 1917), también conocido como Padre Merino, fue un religioso jesuita, reputado botánico y pteridólogo español. Por sus funciones como sacerdote ejerció la docencia en La Habana y en Maryland.
Fue elegido presidente de la Sociedad Aragonesa de Ciencias Naturales en 1914 y de la Academia Internacional de Geografía Botánica en 1915.

Fue miembro fundador, el 2 de marzo de 1909, de la sección de Santiago de la Real Sociedad Española de Historia Natural, de la que fue presidente, con otros importantes naturalistas gallegos como Antonio Eleicegui, César Sobrado, Armando Cotarelo Valledor, Eugenio Labarta o José Deulofeu. Envió a la Universidad de Santiago una gran cantidad de material para la creación de un herbario didáctico con las líneas taxonómicas más relevantes de Galicia.

Se relacionó con varios científicos de su época como el botánico Carlos Pau Español y el naturalista Víctor López Seoane.
Alumno suyo en el Colegio Apóstol Santiago de La Guardia fue el famoso matemático y astrónomo Ramón María Aller Ulloa.
Su obra Flora descriptiva é ilustrada de Galicia ha sido reeditada en formato facsímil por La Voz de Galicia en 1980 . También se ha editado en formato facsímil sus Viajes de herborización por Galicia en el año 1987 por Ediciós do Castro. 

## Publicaciones
- Resumen de las observaciones meteorológicas en el colegio de La Guardia (1881-1890). Cuaderno Primero. Madrid, Imprenta de Rafael Marco y Viñas, 1891, 75 pp.
- Observatorio meteorológico del Colegio de la Compañía de Jesús en La Guardia. Cuaderno Tercero. Tui, Tipografía Gallega, 1894, 133 pp.
- Observatorio meteorológico del Colegio de la Compañía de Jesús en La Guardia. Cuaderno Cuarto. Tui, Tipografía Regional, 1897, 355 pp.
- Estudio sobre las borrascas en la costa occidental de Galicia. Tip. Gallega. Tui, 1893, 65pp.
- Algunas plantas raras que crecen espontáneamente en las cercanías de La Guardia (Pontevedra). Ed. Tuy. 34 pp, 1895.
- Contribución á la flora de Galicia. La vegetación espontánea y la temperatura en la cuenca del Miño. Ed. Tuy. 1897, un tomo y cuatro suplementos posteriores en los años 1898, 1899, 1901 y 1904.
- Viajes de herborización por Galicia, Razón y Fe, revista mensual redactada por los Padres de la Compañía de Jesús, Año primero, tomo 1, septiembre-diciembre 1901
- Viajes de herborización por Galicia, Razón y Fe, revista mensual redactada por los Padres de la Compañía de Jesús, septiembre 1902
- Viajes de herborización por Galicia, Razón y Fe, revista mensual redactada por los Padres de la Compañía de Jesús, marzo 1903
- Flora descriptiva é ilustrada de Galicia, editada entre 1905 y 1909, en tres tomos.
- Adiciones a la flora de Galicia, editada en 1917.

## Herbario Merino

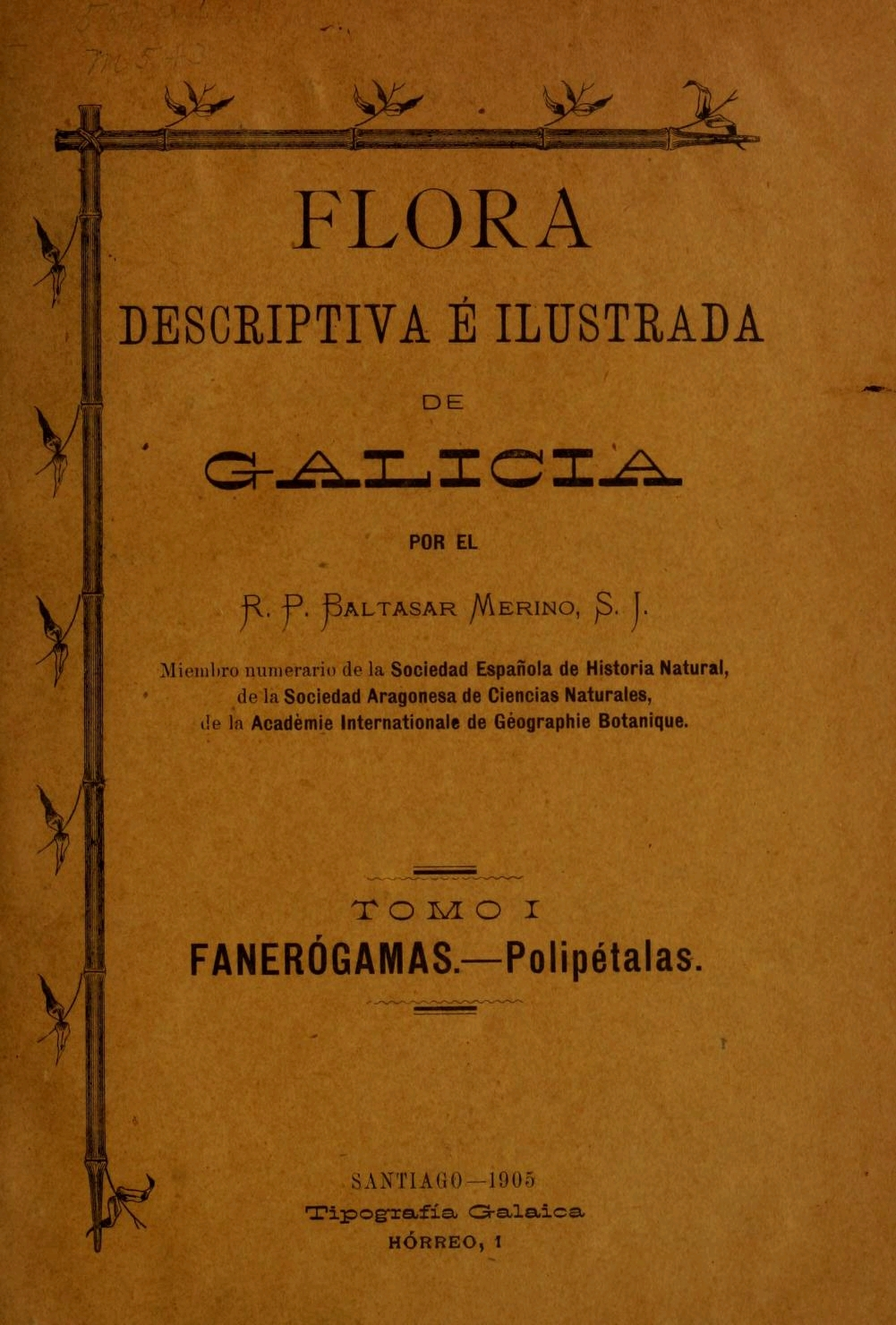
Portada de Flora descriptiva é ilustrada de Galicia.

Éste es el herbario que recogió en sus investigaciones y que actualmente está diseminado por diversas instituciones, conservándose la parte más importante en el Centro de Investigacións Ambientais e Forestais de Lourizán donde se guardan más de 10 000 pliegos.
 
Otra parte importante se encuentra en el Museo de Historia Natural de la Universidad de Santiago de Compostela constando de 2.028 pliegos. 

- La abreviatura «Merino» se emplea para indicar a Baltasar Merino como autoridad en la descripción y clasificación científica de los vegetales.[12]